# Icelinus fimbriatus
Icelinus fimbriatus är en fiskart som beskrevs av Gilbert, 1890. Icelinus fimbriatus ingår i släktet Icelinus och familjen simpor. Inga underarter finns listade i Catalogue of Life.